# 錢普 (密蘇里州)
錢普（英語：Champ）是位於美國密蘇里州聖路易斯縣的村。

## 人口
根據2020年美國人口普查的數據，錢普的面積為2.07平方千米，皆為陸地。當地共有人口10人，而人口密度為每平方千米5人。